# Zakaria Alaoui el-Achraf
Pour les articles homonymes, voir Alaoui.
Zakaria Alaoui el-Achraf (en arabe : زكرياء علوي) est un footballeur marocain reconverti en entraîneur né le 17 juin 1966 à Marrakech (Maroc).

## Biographie
Il évolue comme gardien de but, principalement au Kawkab de Marrakech.
International marocain, il joue deux matches lors de la phase finale de la Coupe du monde 1994 aux États-Unis.
Il termine sa carrière en France, dans des clubs évoluant en National.
Il poursuit une carrière d'entraîneur des gardiens à Rouen et Troyes, avant de s'occuper des gardiens de l'équipe nationale du Maroc.
Ensuite, il deviendra entraîneur des gardiens au Dijon Football Côte d'Or de 2009 à 2013 où il connaîtra la fameuse montée en Ligue 1 du DFCO avec Patrice Carteron.
Le staff Dijonnais dont fait partie Zak sera limogé à la suite de la relégation en Ligue 2 du DFCO.
Ensuite, grâce à de bonnes relations avec les dirigeants d'un club amateur Côte d'Orien, Zak Alaoui apportera une aide conséquente au Réveil Is-sur-Tille club de Promotion de Ligue (PL) en Bourgogne. Il aura un rôle bien plus important qu'un simple entraîneur des gardiens puisqu'il dirigera la majorité des séances d'entraînements amenant savoir professionnel et convivialité au Réveil Is/Tille.
Le jeudi 16 janvier 2014, il est nommé entraîneur des gardiens du TP Mazembe.
Après la nomination d'Olivier Guégan au poste d'entraineur principal à Sochaux en juin 2022, il est choisi pour être l'entraineur des gardiens. 
Le 5 juillet 2023, il décide de quitter le club pour raison personnelle.

## Carrière de joueur
- 1983-1997 : Kawkab de Marrakech  Maroc
- 1997-1998 : Tours FC  France (en National)
- 1998-1999 : SO Chatellerault  France (en CFA)
- 1999-2000 : Paris FC  France (en National)[4]

## Sélection en équipe nationale
| Caps | Date       | Match              | Lieu        | Score | Compétition    |
| ---- | ---------- | ------------------ | ----------- | ----- | -------------- |
| 1    | 27/03/1991 | Maroc - Grèce      | Rabat       | 0 - 0 | Amical         |
| 2    | 03/04/1991 | Algérie - Maroc    | Annaba      | 2 - 2 | Amical         |
| 3    | 12/04/1991 | Mauritanie - Maroc | Nouakchott  | 0 - 2 | Elim. CAN 1992 |
| 4    | 04/10/1992 | Mali - Maroc       | Bamako      | 2 - 1 | Elim. CAN 1994 |
| 5    | 01/10/1993 | Gabon - Maroc      | France      | 0 - 1 | Amical         |
| 6    | 04/02/1994 | EAU - Maroc        | Sharjah     | 1 - 1 | Tournoi EAU    |
| 7    | 20/04/1994 | Argentine - Maroc  | Salta       | 3 - 1 | Amical         |
| 8    | 19/06/1994 | Belgique - Maroc   | Orlando     | 1 - 0 | C.M 1994       |
| 9    | 29/06/1994 | Pays Bas - Maroc   | Orlando     | 2 - 1 | C.M 1994       |
| 10   | 04/09/1994 | Burkina - Maroc    | Ouagadougou | 2 - 1 | Elim. CAN 1996 |
| 11   | 07/11/1994 | Maroc - Cameroun   | Casablanca  | 1 - 1 | Amical         |

## Carrière d'entraîneur
- 2001-2004 : FC Rouen  France (entraîneur des gardiens)
- 2004-2007 : ES Troyes AC  France (entraîneur des gardiens)
- 2007-2008 :  Maroc (entraîneur des gardiens)
- 2008-2009 : FC Gueugnon  France (entraîneur des gardiens)
- 2009-2013 : Dijon FCO  France (entraîneur des gardiens)
- Juillet 2013 - Janvier 2014 : Réveil Is-sur-Tille  France (entraîneur)
- Janvier 2014 - Février 2015 : TP Mazembe  (entraîneur des gardiens)

## Palmarès
- International marocain en 1994
- Champion du Maroc en 1992 avec le Kawkab de Marrakech
- Vice-Champion du Maroc en 1987 et 1988 avec le Kawkab de Marrakech
- Vainqueur de la Coupe du Trône en 1987, 1991 et 1993 avec le Kawkab de Marrakech